# Refuge du Petit Mont-Cenis
Pour les articles homonymes, voir Mont-Cenis.
Le refuge du Petit Mont-Cenis est un refuge de montagne situé en France dans le département de la Savoie en région Auvergne-Rhône-Alpes.

## Histoire
Le refuge est une vieille ferme d'alpage qui a été ainsi transformée en 1987.

## Caractéristiques et informations
Le refuge se trouve près du col homonyme. Il est gardé pendant l'été.

## Ascensions
- Mont Froid (2 819 m)
- Signal du Petit Mont-Cenis (3 173 m)
- Les Dents d'Ambin (3 372 m)
- Mont d'Ambin (3 378 m)
- Mont Giusalet (3 312 m)

## Traversées
- Refuge d'Ambin (2 270 m)
- Rifugio Avanzà (2 578 m)
- Rifugio Luigi Vaccarone (2 747 m)